# Louis Dekker
Louis Florian Dekker (Ámsterdam, 4 de julio de 1894-Ámsterdam, 13 de mayo de 1973) fue un deportista neerlandés que compitió en remo como timonel. Ganó una medalla de oro en el Campeonato Europeo de Remo de 1924, en la prueba de cuatro con timonel.

## Palmarés internacional
| Campeonato Europeo | Campeonato Europeo | Campeonato Europeo | Campeonato Europeo |
| Año                | Lugar              | Medalla            | Prueba             |
| ------------------ | ------------------ | ------------------ | ------------------ |
| 1924               | Lucerna (Suiza)    | Medalla de oro     | Cuatro con timonel |